# Escuela de la brújula
En Feng Shui, la escuela de la brújula abarca tanto el sistema Ba Zhai, o de las 8 mansiones, como el sistema Xuan Kong, más conocido por las Estrellas Voladoras. Se basa en el uso del Luopan, o brújula magnética china, también conocida como brújula Feng Shui.

## Ba Zhai
Ba Zhai se basa en el concepto de que cada una de las ocho direcciones tiene un Qi particular que tiene efectos específicos en la gente, dependiendo de cómo los edificios se orientan con respecto a las direcciones. Según este sistema, la orientación es la consideración más importante. Tanto los edificios como las personas pertenecen a uno de los ocho trigramas, según la dirección del edificio o la fecha de nacimiento de la persona. Se determina la relación entre el edificio, las direcciones y la gente. Hay cuatro direcciones favorables y cuatro direcciones desfavorables, tanto para el edificio como para las personas, así que algunos cuartos en cada edificio tienen buena energía y algunos tienen mala energía sin importar la forma del edificio o del cuarto.

## Xuan Kong
Xuan Kong es considerado como un sistema completo, porque incluye tiempo y dirección así como los alrededores, el diseño interior, las formas y las personas. Las estrellas voladoras requieren la lectura exacta de la brújula, la fecha exacta de construcción del edificio y la identificación correcta de los alrededores. Además, se debe considerar el interior: la forma de la casa, el aspecto y el estilo general, el plano de cada planta incluyendo los pasillos, la entrada, las escaleras, la ubicación de la cocina, los dormitorios etc. El método calcula las influencias de cada "estrella", que son calidades energéticas de la naturaleza. Estas estrellas revelan las influencias visibles e invisibles que afectan a los habitantes. 
La combinación del tiempo y de la dirección crea un campo de la energía en un edificio. Mientras que la dirección es constante, el factor tiempo cambia mensual y anualmente, en relación con los nueve ciclos de las tres eras. Además, las cualidades de las estrellas cambian con los ciclos del tiempo. Una estrella favorable en un ciclo puede llegar a ser desfavorable en otro ciclo. Los cinco elementos son la base del Xuan Kong y son la clave para remediar las situaciones desfavorables. Los cálculos son básicos para lograr el equilibrio energético. Sin duda, esta escuela constituye el nivel más avanzado y efectivo del Feng Shui y sus conocimientos, asociados con los de la escuela de la forma (también conocido como escuela del paisaje), dan excelentes resultados. 